# Альтштриммиг
Альтштриммиг (нем. Altstrimmig) — община в Германии, в земле Рейнланд-Пфальц.
Входит в состав района Кохем-Целль. Подчиняется управлению Целль (Мозель). Население составляет 339 человек (на 31 декабря 2010 года). Занимает площадь 8,9 км².
- Церковь
- Альтштриммиг